# Thagria tragulae
Thagria tragulae är en insektsart som beskrevs av Nielson 1977. Thagria tragulae ingår i släktet Thagria och familjen dvärgstritar. Inga underarter finns listade i Catalogue of Life.